# Haradaite
La haradaite è un minerale.